# Supermartes de 2012
El Supermartes de 2012 (Super Tuesday en inglés)  es el nombre para las primarias celebradas el 6 de marzo de 2012, día en que ocurren el mayor número de primarias y asambleas que cualquier día durante las primarias del Partido Republicano de 2012 en los Estados Unidos. En las primarias, también incluye a  primarias en siete estados y tres asambleas, totalizando 416 delegados  (18.2% del total). El Súper Martes incluye a las primarias y asambleas de Alaska (6-24 de marzo) (24), Georgia (76), Idaho (32), Massachusetts (38), Dakota del Norte (25), Ohio (63), Oklahoma (40), Tennessee (55), Vermont (17) y Virginia (46). 21 superdelegados adicionales del Comité Nacional Republicano no son votos directos.
Los Demócratas tuvieron contiendas en siete estados, seis de la cual, Barack Obama era el único candidato. Solamente Oklahoma tuvo una contienda competitiva.

## Estados

### Alaska
| Asambleas Republicanas de Alaska de 2012 | Asambleas Republicanas de Alaska de 2012 | Asambleas Republicanas de Alaska de 2012 | Asambleas Republicanas de Alaska de 2012 |
| Candidato                                | Votos                                    | Porcentaje                               | Delegados nacionales                     |
| ---------------------------------------- | ---------------------------------------- | ---------------------------------------- | ---------------------------------------- |
| Mitt Romney                              | 4,285                                    | 32.4%                                    | 8                                        |
| Rick Santorum                            | 3,860                                    | 29.2%                                    | 7                                        |
| Ron Paul                                 | 3,175                                    | 24.0%                                    | 6                                        |
| Newt Gingrich                            | 1,865                                    | 14.1%                                    | 3                                        |
| Indecisos                                | 34                                       | 0.3%                                     |                                          |
| Delegados no proyectados:                | Delegados no proyectados:                | Delegados no proyectados:                | 3                                        |
| Total                                    | 13,219                                   | 100.0%                                   | 27                                       |

### Georgia
| Primarias Republicanas de Georgia de 2012 | Primarias Republicanas de Georgia de 2012 | Primarias Republicanas de Georgia de 2012 | Primarias Republicanas de Georgia de 2012 |
| Candidato                                 | Votos                                     | Porcentaje                                | Delegados nacionales                      |
| ----------------------------------------- | ----------------------------------------- | ----------------------------------------- | ----------------------------------------- |
| Newt Gingrich                             | 425,395                                   | 47.2%                                     | 54                                        |
| Mitt Romney                               | 233,611                                   | 25.9%                                     | 19                                        |
| Rick Santorum                             | 176,259                                   | 19.6%                                     | 3                                         |
| Ron Paul                                  | 59,100                                    | 6.6%                                      | 0                                         |
| Jon Huntsman Jr.                          | 1,813                                     | 0.2%                                      | 0                                         |
| Michele Bachmann                          | 1,714                                     | 0.2%                                      | 0                                         |
| Rick Perry                                | 1,696                                     | 0.2%                                      | 0                                         |
| Buddy Roemer                              | 1,142                                     | 0.13%                                     | 0                                         |
| Gary Johnson                              | 740                                       | 0.08%                                     | 0                                         |
| Undecided or Other                        |                                           |                                           | 0                                         |
| Totals                                    | 901,470                                   | 100.0%                                    | 76                                        |

| Clave: | Se retiró antes de la contienda |

### Idaho
| Asambleas Republicanas de Idaho de 2012 | Asambleas Republicanas de Idaho de 2012 | Asambleas Republicanas de Idaho de 2012 | Asambleas Republicanas de Idaho de 2012 |
| Candidato                               | Votos                                   | Porcentaje                              | Delegados nacionales                    |
| --------------------------------------- | --------------------------------------- | --------------------------------------- | --------------------------------------- |
| Mitt Romney                             | 27,514                                  | 61.6%                                   | 32                                      |
| Rick Santorum                           | 8,115                                   | 18.2%                                   | 0                                       |
| Ron Paul                                | 8,086                                   | 18.1%                                   | 0                                       |
| Newt Gingrich                           | 940                                     | 2.1%                                    | 0                                       |
| Buddy Roemer                            | 17                                      | 0.0%                                    | 0                                       |
| Total                                   |                                         | 100.0%                                  | 32                                      |

| Clave: | Se retiró antes de la contienda |

### Massachusetts
| Primarias Republicanas de Massachusetts de 2012 | Primarias Republicanas de Massachusetts de 2012 | Primarias Republicanas de Massachusetts de 2012 | Primarias Republicanas de Massachusetts de 2012 |
| Candidato                                       | Votos                                           | Porcentaje                                      | Delegados nacionales                            |
| ----------------------------------------------- | ----------------------------------------------- | ----------------------------------------------- | ----------------------------------------------- |
| Mitt Romney                                     | 265,109                                         | 72.1%                                           | 40                                              |
| Rick Santorum                                   | 44,253                                          | 12.0%                                           | 0                                               |
| Ron Paul                                        | 35,038                                          | 9.5%                                            | 0                                               |
| Newt Gingrich                                   | 16,988                                          | 4.6%                                            | 0                                               |
| Jon Huntsman                                    | 2,252                                           | 0.6%                                            | 0                                               |
| Sin preferencia                                 | 1,863                                           | 0.5%                                            | 0                                               |
| Rick Perry                                      | 1,025                                           | 0.3%                                            | 0                                               |
| Michele Bachmann                                | 916                                             | 0.2%                                            | 0                                               |
| Herman Cain                                     | 0                                               | 0%                                              | 0                                               |
| Delegados no proyectados                        | Delegados no proyectados                        | Delegados no proyectados                        | 1                                               |
| Total                                           | 367,444                                         | 100.0%                                          | 41                                              |

| Clave: | Se retiró antes de la contienda |

### Dakota del Norte
| Asambleas Republicanas de Dakota del Norte de 2012 | Asambleas Republicanas de Dakota del Norte de 2012 | Asambleas Republicanas de Dakota del Norte de 2012 | Asambleas Republicanas de Dakota del Norte de 2012 |
| Candidato                                          | Votos                                              | Porcentaje                                         | Delegados                                          |
| -------------------------------------------------- | -------------------------------------------------- | -------------------------------------------------- | -------------------------------------------------- |
| Rick Santorum                                      | 4,510                                              | 39.7%                                              | 11                                                 |
| Ron Paul                                           | 3,186                                              | 28.1%                                              | 8                                                  |
| Mitt Romney                                        | 2,691                                              | 23.7%                                              | 7                                                  |
| Newt Gingrich                                      | 962                                                | 8.5%                                               | 2                                                  |
| Delegados no proyectados:                          | Delegados no proyectados:                          | Delegados no proyectados:                          | 0                                                  |
| Total                                              |                                                    | 100.0%                                             | 28                                                 |

### Ohio
| Primarias Republicanas de Ohio de 2012 | Primarias Republicanas de Ohio de 2012 | Primarias Republicanas de Ohio de 2012 | Primarias Republicanas de Ohio de 2012 |
| Candidato                              | Votos                                  | Porcentaje                             | Delegados nacionales                   |
| -------------------------------------- | -------------------------------------- | -------------------------------------- | -------------------------------------- |
| Mitt Romney                            | 456,513                                | 37.9%                                  | 38                                     |
| Rick Santorum                          | 446,225                                | 37.1%                                  | 21                                     |
| Newt Gingrich                          | 175,556                                | 14.6%                                  | 0                                      |
| Ron Paul                               | 111,238                                | 9.2%                                   | 0                                      |
| Rick Perry                             | 7,445                                  | 0.6%                                   | 0                                      |
| Jon Huntsman, Jr.                      | 6,428                                  | 0.5%                                   | 0                                      |
| Delegados no proyectados               | Delegados no proyectados               | Delegados no proyectados               | 3                                      |
| Total                                  | 1,203,405                              | 100.0%                                 | 66                                     |

| Clave: | Se retiró antes de la contienda |

### Oklahoma
Oklahoma fue el único estado donde hubo primarias en los dos principales partidos.

#### Demócrata
| Primarias Demócratas de Oklahoma de 2012 | Primarias Demócratas de Oklahoma de 2012 | Primarias Demócratas de Oklahoma de 2012 | Primarias Demócratas de Oklahoma de 2012 |
| Candidato                                | Votos                                    | Porcentaje                               | Delegados                                |
| ---------------------------------------- | ---------------------------------------- | ---------------------------------------- | ---------------------------------------- |
| Barack Obama                             | 64,330                                   | 57.09%                                   | 44                                       |
| Randall Terry                            | 20,302                                   | 18.02%                                   | 1                                        |
| Jim Rogers                               | 15,540                                   | 13.79%                                   | 0                                        |
| Darcy Richardson                         | 7,197                                    | 6.39%                                    | 0                                        |
| Bob Ely                                  | 5,322                                    | 4.72%                                    | 1                                        |
| Delegados no proyectados:                | Delegados no proyectados:                | Delegados no proyectados:                | 45                                       |
| Total                                    |                                          | 100.0%                                   | 45                                       |

#### Republicana
| Primarias Republicanas de Oklahoma de 2012 | Primarias Republicanas de Oklahoma de 2012 | Primarias Republicanas de Oklahoma de 2012 | Primarias Republicanas de Oklahoma de 2012 |
| Candidato                                  | Votos                                      | Porcentaje                                 | Delegados nacionales                       |
| ------------------------------------------ | ------------------------------------------ | ------------------------------------------ | ------------------------------------------ |
| Rick Santorum                              | 96,849                                     | 33.8%                                      | 14                                         |
| Mitt Romney                                | 80,356                                     | 28.0%                                      | 13                                         |
| Newt Gingrich                              | 78,730                                     | 27.5%                                      | 13                                         |
| Ron Paul                                   | 27,596                                     | 9.6%                                       | 0                                          |
| Rick Perry (retirado)                      | 1,291                                      | 0.45%                                      | 0                                          |
| Michele Bachmann (retirada)                | 951                                        | 0.33%                                      | 0                                          |
| Jon Huntsman (retirado)                    | 750                                        | 0.26%                                      | 0                                          |
| delegados no proyectados                   | delegados no proyectados                   | delegados no proyectados                   | 3                                          |
| Totals                                     | 286,523                                    | 100.0%                                     | 43                                         |

| Clave: | Se retiró antes de la contienda |

### Tennessee
| Primarias Republicanas de Tennessee de 2012 | Primarias Republicanas de Tennessee de 2012 | Primarias Republicanas de Tennessee de 2012 | Primarias Republicanas de Tennessee de 2012 |
| Candidato                                   | Votos                                       | Porcentaje                                  | Delegados nacionales                        |
| ------------------------------------------- | ------------------------------------------- | ------------------------------------------- | ------------------------------------------- |
| Rick Santorum                               | 204,978                                     | 37.3%                                       | 29                                          |
| Mitt Romney                                 | 153,893                                     | 28.0%                                       | 16                                          |
| Newt Gingrich                               | 132,146                                     | 24.0%                                       | 10                                          |
| Ron Paul                                    | 49,782                                      | 9.0%                                        | 0                                           |
| Indecisos u otro                            | 5,056                                       | 0.9%                                        | 0                                           |
| Delegados no proyectados                    | Delegados no proyectados                    | Delegados no proyectados                    | 3                                           |
| Total                                       |                                             | 100.0%                                      | 58                                          |

| Clave: | Se retiró antes de la contienda |

### Vermont
| Primarias Republicanas de Vermont de 2012 | Primarias Republicanas de Vermont de 2012 | Primarias Republicanas de Vermont de 2012 | Primarias Republicanas de Vermont de 2012 |
| Candidato                                 | Votos                                     | Porcentaje                                | Delegados                                 |
| ----------------------------------------- | ----------------------------------------- | ----------------------------------------- | ----------------------------------------- |
| Mitt Romney                               | 24,008                                    | 39.45%                                    | 9                                         |
| Ron Paul                                  | 15,391                                    | 25.29%                                    | 4                                         |
| Rick Santorum                             | 14,368                                    | 23.61%                                    | 4                                         |
| Newt Gingrich                             | 4,949                                     | 8.13%                                     | 0                                         |
| John Huntsman                             | 1,198                                     | 1.97%                                     | 0                                         |
| Rick Perry                                | 544                                       | 0.89%                                     | 0                                         |
| Escrito                                   | 392                                       | 0.64%                                     | 0                                         |
| Delegados no proyectados:                 | Delegados no proyectados:                 | Delegados no proyectados:                 | 0                                         |
| Total:                                    | 60,850                                    | 100.00%                                   | 17                                        |

### Virginia
En Virginia, las restricciones de voto eran más restrictivas que en la mayoría de los estados, resultando en que la mayoría de los candidatos no consiguieran estar en las urnas. Varios candidatos sin éxito presentaron una demanda para revocar la decisión.
| Primarias Republicanas de Virginia de 2012 | Primarias Republicanas de Virginia de 2012 | Primarias Republicanas de Virginia de 2012 | Primarias Republicanas de Virginia de 2012 |
| Candidato                                  | Votos                                      | Porcentaje                                 | Delegados                                  |
| ------------------------------------------ | ------------------------------------------ | ------------------------------------------ | ------------------------------------------ |
| Mitt Romney                                | 158,119                                    | 59.54%                                     | 43                                         |
| Ron Paul                                   | 107,451                                    | 40.46%                                     | 3                                          |
| Delegados no proyectados:                  | Delegados no proyectados:                  | Delegados no proyectados:                  | 3                                          |
| Total:                                     | 265,570                                    | 100.00%                                    | 49                                         |